# Faliro Coastal Zone Olympic Complex
Faliro Coastal Zone Olympic Sports Complex i Aten består av tre sportanläggningar som användes under de olympiska sommarspelen 2004.

## Anläggningar
- Freds- och vänskapsstadion användes för volleyboll.
- Faliro Sports Pavilion Arena användes för handboll.
- Faliro Olympic Beach Volleyball Centre användes för beachvolleyboll.